# Maarten van den Bergh
Maarten A. van den Bergh (1942) is een Nederlands topman. 
Van den Bergh studeerde economie aan de Rijksuniversiteit Groningen en is afgestudeerd in 1968.
Van den Bergh is commissaris van Royal Dutch Shell plc, BT Group en British Airways. Van den Bergh is voormalig president-directeur van Koninklijke Olie (Shell) en oud-voorzitter van de raad van bestuur van Lloyds TSB in Londen en AkzoNobel. 